# Domenico Taccone
Domenico Taccone (Cassine, 17 settembre 1890 – Torino, 3 febbraio 1974) è stato un ingegnere e dirigente d'azienda italiano.

## Biografia
Nato a Cassine (AL) il 17 Settembre 1890. Primo di quattro fratelli, frequenta il liceo classico ad Alessandria e si laurea in ingegneria meccanica con tesi in siderurgia presso il Politecnico di Torino nel 1915.
Nel 1924 si sposa con Rosalia Motta.
Dal 1915 al 1922 lavora presso la Società Gio. Ansaldo & co. presso Cornigliano (GE) e Aosta (AO).
Dal 1922 comincia la propria carriera all’interno del gruppo Fiat. Dopo avere ricoperto diverse posizioni, diventa direttore della Sezione Ferriere –più tardi nota come Teksid - nel 1935, direttore della Divisione Siderurgica nel 1945 e consigliere di amministrazione nel 1951, carica che ricopre fino al 1970. Contemporaneamente, è membro del Comitato di Consulenza Fiat, presidente ed amministratore delegato delle Acciaierie di Piombino (LI), consigliere d’amministrazione e membro del comitato direttivo di Italsider e del Centro Sperimentale Metallurgico, Consigliere delle Trafilerie e Laminatoi di Metalli di Milano e della Societé des Mines de Fer de Mekabo-SOMIFER, presidente del CAMPSIDER-Consorzio di Approvvigionamenti Materie Prime Siderurgiche.
Tra i membri della fondazione del Comitato Consultivo della C.E.C.A. - Comunità Europea del Carbone e dell'Acciaio-, di cui ha ricoperto sia il ruolo di presidente sia di vicepresidente, è stato delegato italiano presso il Comitato Acciaio-ECE (Commissione economica per l'Europa) di Ginevra (CH), rivestendone il ruolo di presidente. È stato presidente del Comitato Speciale per la Siderurgia OCSE di Parigi, presidente dell’Associazione Italiana di Metallurgia; Membro del Consiglio Direttivo dell’Assider, dell’Assofond, dell’Unacel, dell’Unapace, del Centre Européen pour le Dévelopment Industriel et la mis en valeur de l’Oure Mer-CEDIMOM; socio della Metallurgical Society of AIME e dell’Association of Iron and Stell Engineers; membro della Large Board of Directors dell’International Iron and Steel Institute.

## Onorificenze

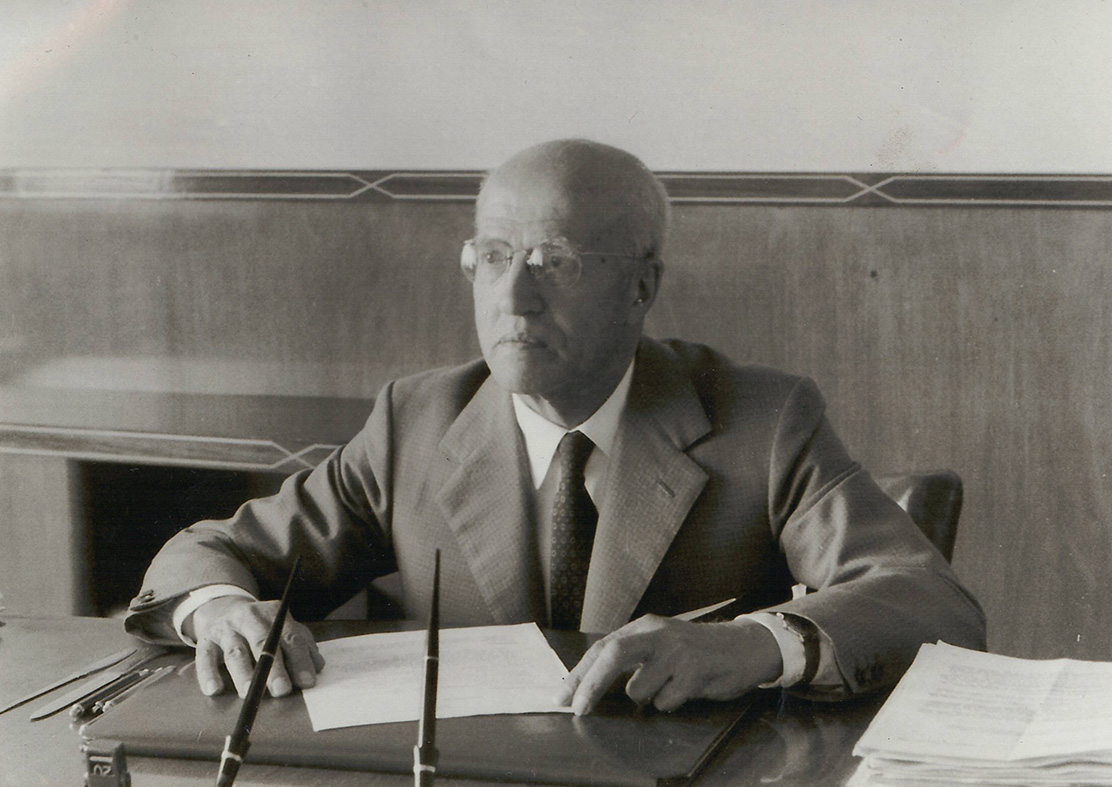
Domenico Taccone

- Grande Ufficiale della Repubblica Italiana.
- Medaglia d’Acciaio : nel 1966 gli è stata conferita a Bari, nel corso della cerimonia inaugurale del XII Convegno nazionale dell'Associazione Italiana di Metallurgia (AIM), la medaglia d'acciaio «Federico Giolitti». Questa medaglia viene conferita ogni due anni a personalità che si sono distinte nel campo delle realizzazioni siderurgiche.
- Le borse di studio Gajal-Taccone furono riservate per circa venti anni oltre la morte di Domenico Taccone come da bando di concorso, a dipendenti, figli di dipendenti ed ex dipendenti FIAT iscritti alle facoltà di Ingegneria ed Economia e Commercio dell'Università di Torino.